# Botryophora geniculata
Botryophora es un género monotípico perteneciente a la familia de las euforbiáceas. Su única especie: Botryophora geniculata es originaria de Malasia.

## Taxonomía
El género fue descrito por (Miq.) Beumée ex Airy Shaw y publicado en Kew Bulletin 3: 484. 1948[1949].
Sinonimia
- Botryophora kingii Hook.f.
- Sterculia geniculata Miq.[3]